# Erzulie Dantor

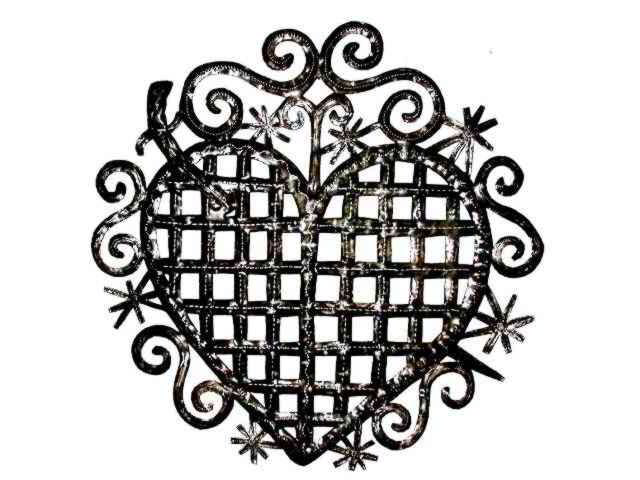
Riproduzione metallica dello vevè di Ezilí Dantor

Ezilí Dantor o Erzulie Dantó è il più importante spirito-guida (loa) della famiglia Petro all'interno del pantheon Vodou di Haiti.

## Ad Haiti
Il suo culto viene celebrato il martedì, normalmente in forma privata, davanti ad un altarino di colori blu, verde e rosso, sul quale vengono offerti campioni di crema di cacao, gioielli, anelli d'oro e profumo Florida Water (simile all'acqua di Colonia). In occasione della ricorrenza annuale, viene anche presentato un maiale opportunamente trattato.
Secondo la tradizione, la rivolta degli schiavi del 1791 ebbe inizio con un patto spirituale che si concluse con una grande festa in onore dell'entità spirituale, che è divenuto l'Iwa della vendetta e della rabbia, protettore della nazione. Durante gli anni'70 e '80, il culto fu riscoperto dalle madri single.

## In Polonia

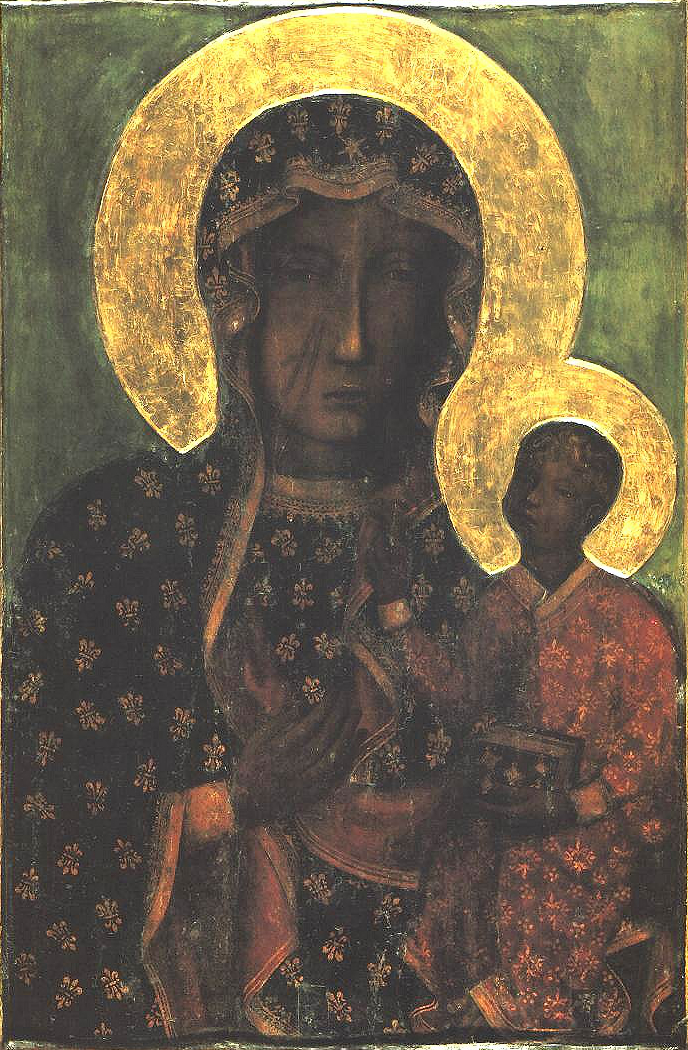
La Madonna nera di Częstochowa.

È stato ipotizzato che il culto di Ezili Dantor potesse essere stato alla base della venerazione della Vergine nera di Częstochowa Il culto sarebbe nato quando alcune milizie polacche inviate da Napoleone Bonaparte a sedare la Rivoluzione haitiana riportarono in patria due copie dell'icona direttamente dall'isola caraibica.  

Le truppe polacche furono decimate dagli schiavi insorti e indotte a disertare, ottenendo in cambio la libertà e la cittadinanza haitiana da Jean-Jacques Dessalines, primo governatora della repubblica nata dalla vittoria del 1804.
Negli anni 2000, nell'isola sopravviveva ancora una comunità polacca discendente da questi soldati, concentrata quasi interamente nella località di Cazale.

Il sincretismo dei due culti pagani portò il voodoo della Louisiana ad associare lo spirito Ezilí Dantor alla lwa della maternità propria della Vergine Madre di Dio. 

Invece, secondo una lettura moderna dei resoconti haitiani dei riti voudoo descritti da sacerdoti e fedeli officianti dell'isola, il bambino vestito di rosa sarebbe identificabile con Ezilí Freda, la sorella minore di Ezilí Dantor, che avrebbe lasciato due cicatrici sulla guancia della primogenita, nel corso di una lite d'amore per la divinità della guerra Ogun.